# Kevin Hernández (actor)
Kevin Balmore Hernández es un actor salvadoreño-estadounidense, conocido por su interpretación en las películas Get The Gringo y en The Sitter.

## Vida y carrera
Kevin nació en San Vicente, El Salvador tenía 4 años cuando su familia se mudó a Estados Unidos donde comenzó su carrera actoral apareciendo en comerciales y pequeños papeles en programas de televisión. 
Su gran pasión aparte de la actuación es el fútbol y tocar la guitarra.
Su primer crédito fue en el rol de Pepillo Salazar en la película Expecting a Miracle, en la que trabajó junto a Cheech Marin y Jason Priestley.
Posteriormente participó como actor invitado en la serie The Unit, creada por David Mamet, interpretando a Mateo Rocha en el episodio "Dancing Lessons", dirigido por Steve Gomer. Poco después formó parte de un elenco estelar en un episodio ambientado en Halloween de la serie My Name is Earl, en el que fue muy elogiada su cómica interpretación de Oskar.
Kevin debutó en el cine con Eye of the Future, un lanzamiento de IMAX que fue exhibido en una reunión internacional de distinguidas personalidades en la conferencia sobre el clima organizada por las Naciones Unidas y celebrada en Copenhague, Dinamarca.
Poco después interpretó a Rodrigo, uno de los tres bulliciosos niños del filme The Sitter con la actuación de Jonah Hill.
Y finalmente, tras una larga búsqueda internacional fue seleccionado para trabajar junto a Mel Gibson en Get The Gringo, filmada en Veracruz.
Su papel más reciente es de George en la serie de 2014 de Fox Surviving Jack.

## Filmografía

### Películas
| Año  | Película              | Rol             |
| ---- | --------------------- | --------------- |
| 2009 | Expecting a Miracle   | Pepillo Salazar |
| 2011 | Eye of the Future     | Kevin           |
| 2012 | The Sitter            | Rodrigo         |
| 2012 | Get The Gringo        | Kid             |
| 2013 | Short Term 12         | Luis            |
| 2014 | Sex Ed                | Tito            |
| 2016 | Internet Famous       | Carlos          |
| 2017 | Roman J. Israel, Esq. | Diego Ortiz     |
| 2017 | Roman J. Israel, Esq. | Diego Ortiz     |
| 2019 | The Experience        | Bobby           |
| 2019 | Dough                 | Vincent         |

## Televisión
| Año  | Título          | Rol         |
| ---- | --------------- | ----------- |
| 2008 | My Name Is Earl | Oskar       |
| 2008 | The Unit        | Mateo Rocha |
| 2014 | Surviving Jack  | George      |
| 2017 | Casual          | Isaac       |